# Антимово (област Видин)
 Тази статия е за селото в Област Видин.  За другото българско село с това име вижте Антимово (Област Силистра).  
Антѝмово е село в Северозападна България. То се намира в Община Видин, област Видин. До 14 август 1934 г. се е наричало Шеф.

## География
Селото е разположено на по-малко от 2 километра от река Дунав. На брега на реката точно срещу селото е табелата 796 км където именно е разположен Дунав мост 2 или още известен като Мост „Нова Европа“. На същото място се намират останките на къмпинг Дунав, известен и посещаван в миналото от унгарци, германци (от ГДР) и др. и предпочитано място за развлечение на много видинчани и хора от съседните селища.
По пътя от брега към селото отдясно се изгражда площадката и вероятно логистичен център за бъдещото мащабно строителство.

## История
До 1934 г. селото се казва Шеф. За известно време Антимово и Кутово са обединени под името Златен рог.
Църквата „Свети Георги“ е дело на майстор Христо Македонеца, вероятно Христо Каратодоров от Росоки.
По време на колективизацията в селото е създадено Трудово кооперативно земеделско стопанство „Червено знаме“. През 1950 – 1951 година 3 семейства (14 души) от селото са принудително изселени от комунистическия режим. През април – юли 1952 година четирима бивши николапетковисти, начело със селския свещеник, са осъдени в показен процес на 8 до 20 години затвор.

## Население
- Население по официалните преброявания в България.[4]

| 1934 г. | 1946 г. | 1956 г. | 1965 г. | 1975 г. | 1985 г. | 1992 г. | 2001 г. | 2011 г. | 2021 г. |
| 1424    | 1503    | 1476    |         |         |         | 1037    | 793     | 556     | 466     |

- Самоопределяне по етническа принадлежност към 1.02.2011 г.

| българска | турска | ромска | друга | не се самоопределя |
| 532       | 0      | 4      | 9     | 3                  |

- Степен на завършено образование към 1 февруари 2011 г.

| Общо | Висше | Средно | Основно | Начално | Незавършено начално | Никога не посещавали училище | Деца до 7 г. |
| 543  | 29    | 240    | 193     | 55      | 22                  | ?                            | ?            |

? – Данните са анонимизирани в съответствие с чл. 25 от Закона за статистиката.
- Население по възрастови групи към 7 септември 2021 г.

| Общо | 0 – 4 | 5 – 9 | 10 – 14 | 15 – 19 | 20 – 24 | 25 – 29 | 30 – 34 | 35 – 39 | 40 – 44 | 45 – 49 | 50 – 54 | 55 – 59 | 60 – 64 | 65 – 69 | 70 – 74 | 75 – 79 | 80 – 84 | 85+ |
| 466  | 7     | 10    | 8       | 16      | 9       | 17      | 16      | 20      | 27      | 20      | 23      | 39      | 38      | 53      | 68      | 48      | 32      | 15  |

Преброяване на населението през 2011 г.
Численост и дял на етническите групи според преброяването на населението през 2011 г.:
|                     | Численост | Дял (в %) |
| Общо                | 556       | 100,00    |
| Българи             | 532       | 95,68     |
| Турци               | 0         | 0,00      |
| Цигани              | 4         | 0,71      |
| Други               | 9         | 1,61      |
| Не се самоопределят | 3         | 0,53      |
| Неотговорили        | 8         | 1,43      |

## Културни и природни забележителности
В края на селото (в пределите на обединеното с. Златен рог) има кино, което е в лошо състояние и не работи. Точно до киното се намира стадион Кутово. В селото има два магазина и два бара. Преди много години в Антимово е имало училище, което е изгоряли през 1987г. Към днешна дата, на мястото на някогашното училище има голяма градинка, в която има беседка, люлки и новопостроена чешма. В началото на селото има и ресторант, който е изоставен, прилича на голяма шатра. Селският площад преди бил много по-голям и просторен и събирал всяка неделя и по големите празници населението и гостите на Антимово. Сега е облагороден, с люлки, нова трибуна, но поради обезлюдаването в Северозападна България няма оживление както в минали времена. На 6 май 2015 година площадът на селото е именуван "Капитан Иван Костов Томов", в памет на героят, чиито подвиг няма аналог в световната морска история. 
Въпреки това, Антимовската духова музика е една от най-добрите и търсени в Северозападна България. Антимовската духова музика, известна като Духов оркестър "Дунавски ритми", които през 2012 година бяха кандидати за вписване в Списъка на световното културно и природно наследство на ЮНЕСКО. Проектът "Да съхраним дунавските ритми в село Антимово" на читалище "Развитие - 1926г.", изпълняван от духовия оркестър "Дунавски ритми" беше сред петте най- добри кандидатури в страната от участвалите общо 28. Те се конкурираха за включване в списъка на нематериалното културно наследство на ЮНЕСКО. Отличителното за състава е, че всички музиканти са самоуки и поддържат с много хъс и желание тази вековна музикална традиция. Към днешна дата този формат не съществува, тъй като за съжаление, някои от музикантите починаха, а други се отказаха да свирят, поради здравословни причини. Някои от музикантите участват в други музикални състави и формации. 
От 2010 година в Антимово се провежда Международен кулинарно-фолклорен фестивал "ГЕРГЬОВДЕН", който събира участници от страната и чужбина. Фестивалът се провежда в рамките на три дни и с всяка следваща година участниците са все повече и повече, като бройката им надвишава 1000 /хиляда/. 
От 2023 година се провежда и Фестивалът "С вкус и цвят на есен", по време на който се представят традиционни кулинарни изкушения, приготвени с есенни плодове. В кулинарната изложба участват и представители на други съседни читалища. По време на Фестивала всички гости имат възможността да слушат народна музика, да играят хора, както и да си направят снимки за спомен на обособените кътчета с уникална есенна визия. 
В Антимово често се организират и провеждат празнични и културни мероприятия, но освен МКФФ "ГЕРГЬОВДЕН", с огромен успех ежегодно се увенчават и отбелязването на 1 юни - Международният ден на детето, както и "Коледното градче", които включват стилна и богата украса, забавления за децата, много подаръци, игри, любими приказни герои и множество занимания и изненади. 
На 1 ноември 2024 година е осветена паметната плоча на фелдфебел Ангел Йонов Петров (Луцъ), който макар и попаднал в плен по време на Първата Световна война, успява да спаси знамето на Трети пехотен Бдински полк. След като е бил освободен, знаменосецът Ангел Петров връща спасеното знаме на полка. Паметната плоча е поръчана и осигурена от признателни съселяни, които с гордост разказват за героичната постъпка на фелдфебел Петров от Антимово. 